# ألبير الثاني (ملك بلجيكا)
ألبير الثاني (6 يونيو 1934 -)، ملك بلجيكا منذ 9 أغسطس 1993 حتى تنازله عن العرش في 21 تموز 2013 ، وكان قد توج على العرش خلفاً لشقيقه الأكبر الملك بودوان الأول الذي لم يكن له أولاد ليرثوا العرش بعد وفاته. وكان البعض قد توقع أن يتنازل عن العرش لابنه الأكبر الأمير فيليب ولكنه فضل تولي زمام الأمور بسبب عدم جاهزية ابنه حينها لحمل أعباء هذا المنصب خاصة بسبب المشكلات الاقتصادية الكبيرة التي كانت تعاني منها بلجيكا، إضافة لاتساع هوة الانقسام السياسي بين شطري المملكة المتمثل بالإقليم الفلامندي الناطق بالهولندية والإقليم الوالوني الناطق بالفرنسية.
وكان من نتائج الإصلاح الدستوري عام 1993 تشكيل حكومة اتحادية والتقليص من صلاحيات الملك، ولكن على الرغم من هذا كانت أهميته كبيرة بالنسبة للبلجيكيين، حيث كان مثل شقيقه الملك بودوان رمزاً لوحدة البلاد.

## حياته
ولد في بروكسل لوالده الملك ليوبولد الثالث ووالداته الملكة أستريد، وهو الابن الثالث لهم بعد الأميرة جوزفين شارلوت والأمير بودوان، وأعطي لقب أمير بلجيكا وأمير لياج.
خلال الحرب العالمية الثانية وأثناء الاحتلال الألماني لبلجيكا فضل والده ليوبولد الثالث الإقامة الجبرية على أن ينفي خارج البلاد، وفي عام 1951 أجبر على التخلي عن العرش لصالح ابنه بودوان وذلك لاتهامه بالتعاون مع النازيين في فترة الحرب. وبعد أن أتم تعليمه في القصر الملكي وفي جنيف وبروكسل، انضم للبحرية الملكية البلجيكية عام 1953، وأصبح عضو في مجلس الشيوخ البلجيكي على اعتبار أنه وريث العرش، ومن عام 1962 حتى تاريخ توليه العرش كان رئيس فخري للمكتب البلجيكي للتجارة الخارجية، وكان خلالها مهندس لأكثر من سبعين عملية تجارية شديدة الأهمية جعلت منه خبير في شؤون الشحن البحري. كما أنه كان أيضاً رئيساً للصليب الأحمر البلجيكي وعضواً في اللجنة الدولية للألعاب الأولمبية.
خلال فترة حكم شقيقه بودوان الطويلة عرف باسم النفاثة وذلك لولعه الكبير بقيادة السيارات والزوارق السريعة، وأيضاً بارتداء سترات جلدية لقيادة الدراجات النارية.

## أسرته
| ملوك بلجيكا                                                                                       |
| ليوبولد الأول . ليوبولد الثاني . ألبير الأول ليوبولد الثالث . بودوان الأول . ألبير الثاني . فيليب |

بتاريخ 2 يوليو 1959 تزوج من الأميرة الإيطالية باولا روفو دي كالابريا، وأنجبا:
- فيليب ملك بلجيكا (مواليد 1960).
- الأميرة أستريد (مواليد 1962).
- الأمير لوران (مواليد 1963).

## تنازله عن العرش
تنازل عن العرش في 21 تموز 2013 لأبنه الملك فيليب متعللا بكبر سنه .

## وصلات داخلية
- قائمة ملوك بلجيكا